# Washington Wizards 2001-2002
La stagione 2001-02 dei Washington Wizards fu la 41ª nella NBA per la franchigia.
I Washington Wizards arrivarono quinti nella Atlantic Division della Eastern Conference con un record di 37-45, non qualificandosi per i play-off.

## Roster
| N° | Naz.                   | Ruolo | Sportivo           | Anno | Alt. | Peso |
| -- | ---------------------- | ----- | ------------------ | ---- | ---- | ---- |
| 3  | Stati Uniti (bandiera) | C     | Brendan Haywood    | 1979 | 213  | 122  |
| 4  | Stati Uniti (bandiera) | G     | Courtney Alexander | 1977 | 196  | 93   |
| 5  | Stati Uniti (bandiera) | A     | Kwame Brown        | 1982 | 211  | 122  |
| 8  | Stati Uniti (bandiera) | A     | Tyrone Nesby       | 1976 | 198  | 102  |
| 10 | Stati Uniti (bandiera) | G     | Tyronn Lue         | 1977 | 183  | 79   |
| 12 | Stati Uniti (bandiera) | G     | Chris Whitney      | 1971 | 183  | 76   |
| 21 | Stati Uniti (bandiera) | GA    | Bobby Simmons      | 1980 | 201  | 95   |
| 23 | Stati Uniti (bandiera) | G     | Michael Jordan     | 1963 | 198  | 88   |
| 24 | Stati Uniti (bandiera) | G     | Hubert Davis       | 1970 | 196  | 83   |
| 32 | Stati Uniti (bandiera) | GA    | Richard Hamilton   | 1978 | 198  | 84   |
| 36 | Stati Uniti (bandiera) | A     | Etan Thomas        | 1978 | 206  | 116  |
| 44 | Stati Uniti (bandiera) | AC    | Christian Laettner | 1969 | 211  | 107  |
| 54 | Stati Uniti (bandiera) | A     | Popeye Jones       | 1970 | 203  | 113  |
| 55 | Stati Uniti (bandiera) | AC    | Jahidi White       | 1976 | 206  | 132  |

## Staff tecnico
- Allenatore: Doug Collins
- Vice-allenatori: Johnny Bach, Larry Drew, Brian James